# Phare de Punta Santa Teresa
Le phare de Punta Santa Teresa (en italien : Faro di Punta Santa Teresa) est un phare actif situé sur la pointe du brise-lames de La Spezia faisant partie du territoire de la commune de Lerici (province de La Spezia), dans la région de Ligurie en Italie. Il est géré par la Marina Militare.

## Description
Le phare  est une tour cylindrique en métal de 5 m de haut. La tour est totalement peinte en vert et le dôme de la lanterne est blanche. Il émet, à une hauteur focale de 10 m, deux éclats verts d'une seconde toutes les 6 secondes. Sa portée est de 8 milles nautiques (environ 15 km).
Il possède un Système d'identification automatique pour la navigation maritime.
Identifiant : ARLHS : ITA-252 ; EF-1745 - Amirauté : E1274 - NGA : 7820 .

## Caractéristiques dufeu maritime
Fréquence : 6 s (G-G)
- Lumière : 1 seconde
- Obscurité : 1 seconde
- Lumière : 1 seconde
- Obscurité : 3 secondes

### Lien connexe
- Liste des phares de l'Italie